# هلندی سرگردان (فیلم ۱۹۵۷)
هلندی سرگردان (انگلیسی: The Flying Dutchman) فیلمی در ژانر زندگینامه‌ای به کارگردانی خرارد روتن است که در سال ۱۹۵۷ منتشر شد.